# Sextuplets
Sextuplets (bra: Seis Vezes Confusão; prt: Mais do que 5 é uma Comédia) é um filme de comédia americano de 2019, dirigido por Michael Tiddes e co-escrito, produzido e estrelado por Marlon Wayans no papel de irmãos gêmeos sêxtuplos. Também foi escrito por Mike Glock e Rick Alvarez, com música de John Debney e distribuído pela Netflix.

## Enredo
Prestes a ter um filho, Alan decide encontrar sua mãe biológica, e acaba descobrindo que tem mais cinco irmãos, nascidos da mesma gravidez. Ao se encontrar com um dos irmãos, o obeso Russell, Alan embarca em uma louca viagem para encontrar o resto dos sêxtuplos: Dawn é uma stripper que está cumprindo pena no presídio feminino; Ethan é um traficante que se veste e fala como um cafetão dos anos 70; Jasper é conhecido por seus cabelos ruivos e pele mais clara; Já "Baby Pete" sofre de paralisia infantil e está precisando de um rim novo.

## Elenco
- Marlon Wayans como
  - Alan Spellman (Alan Daniels)[3]
  - Russel Spellman[3]
  - Dawn Spellman[3]
  - Ethan Spellman[3]
  - Baby Pete Spellman[3]
  - Jaspar Spellman[3]
  - Lynette Spellman
- Bresha Webb como Marie Daniels
- Michael Ian Black como Doug
- Glynn Turman como Leland
- Molly Shannon como Linda
- Debbi Morgan como Janet
- Grace Junot como Dra. Greenberg
- Robert Pralgo como Dr. Theodore Williams
- Jason Graham como Dr. Ellis
- Jwaundace Candece como guarda feminina
- Staci Harris como Jamie
- Elliott Dixon como motorista de Uber
- Lauren Boyd como enfermeira
- Kelly Tiddes como anestesista
- Landra V. Phillips como presidiária
- Casey Hendershot como caminhoneiro

## Produção
Em agosto de 2018, foi anunciado que Marlon Wayans iria estrelar Sextuplets. Em outubro de 2018, Molly Shannon, Glynn Turman, Michael Ian Black e Debbi Morgan se juntaram ao elenco.

## Lançamento
O filme foi lançado na Netflix em 16 de agosto de 2019. O ator Marlon Wayans esteve no Brasil para promover o filme.